# La Fondation pour la Mémoire de la Déportation
Koordinaten: 48° 51′ 8,9″ N, 2° 18′ 52,2″ O

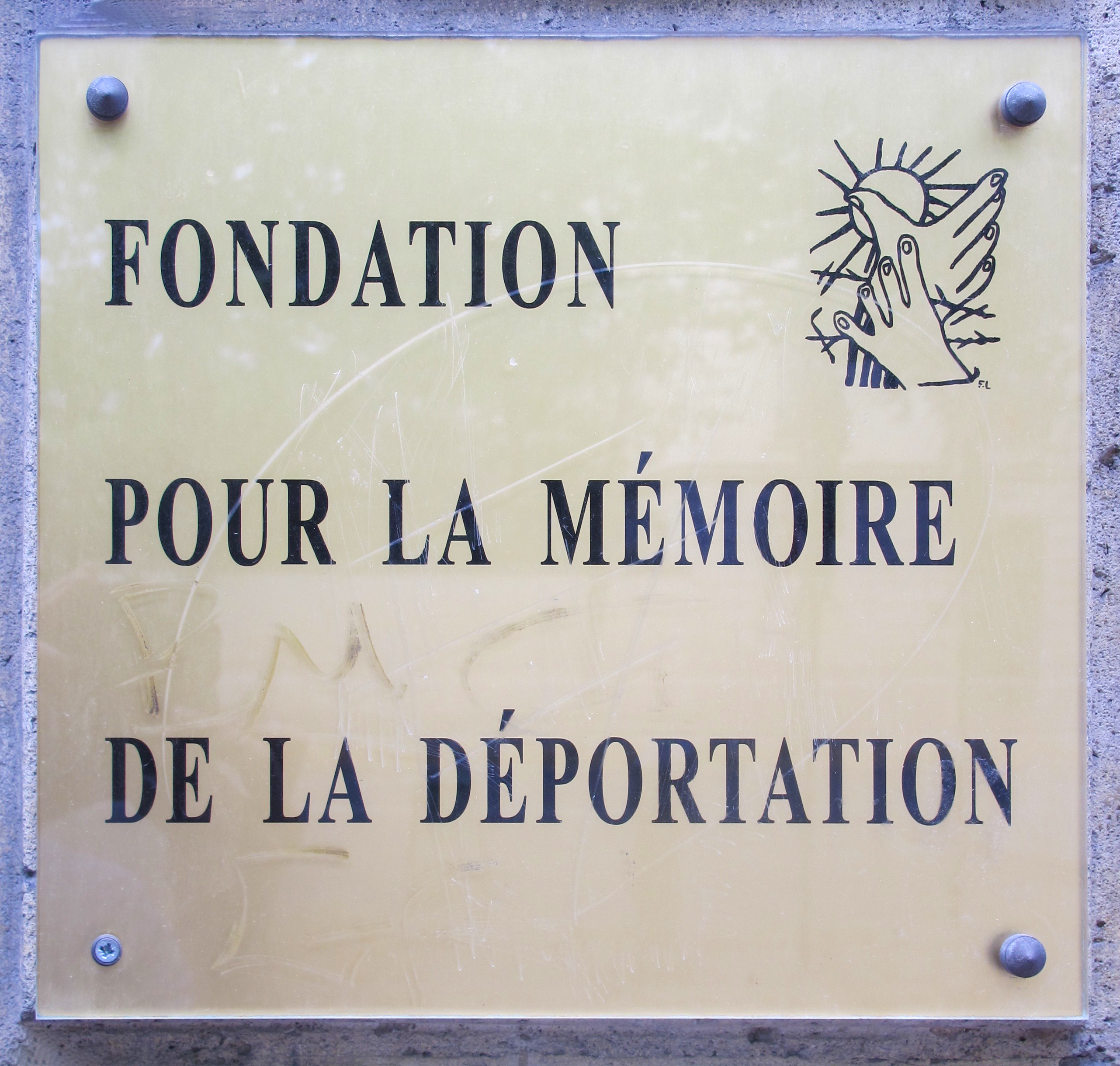
Firmenschild

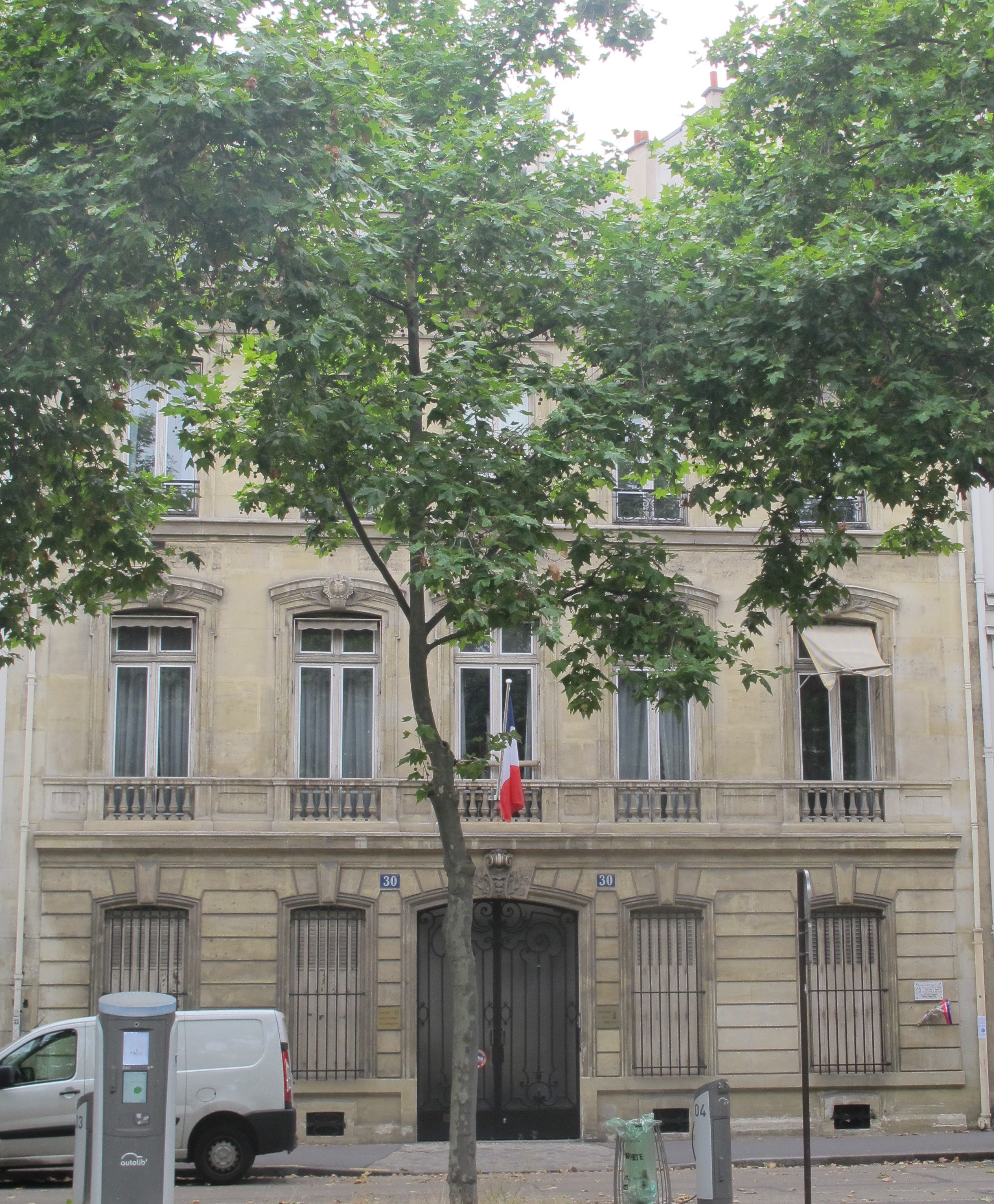
Sitz der Stiftung

Die Fondation pour la Mémoire de la Déportation (Stiftung zur Erinnerung an die Deportation) wurde am 17. Oktober 1990 auf Initiative des damaligen französischen Premierministers Michel Rocard sowie des damaligen Innenministers gegründet. Der Sitz der Stiftung ist Paris.

## Struktur
Sie fungiert als Trägerorganisation für eine Reihe von Vereinen und Gesellschaften, die sich mit Deportation und Internierung durch Nationalsozialismus und Vichy-Regime zwischen 1940 und 1945 in Frankreich beschäftigen.
Als staatliche Institution liegt die Entscheidungskompetenz bei einem 18 Mitglieder zählenden Beirat, der sich unter anderem aus Vertretern des französischen Innen-, Verteidigungs-, Bildungs-, Wirtschafts-, Kultur- und Finanzministeriums zusammensetzt und gewissermaßen ein staatliches Patronat darstellt. Schirmherr ist der jeweilige französische Staatspräsident. An der Spitze der Stiftung steht Yves Lescure.

## Aufgaben
Die Arbeit der Stiftung und der ihr zurechenbaren Vereine und Gesellschaften konzentriert sich darauf, Aktionen, Verbände und Initiativen ehemaliger Internierter sowie deren Familien zu unterstützen und Wissen über Internierung und Deportation auch für kommende Generationen aufrechtzuerhalten bzw. zu vervollständigen und zu erweitern. Die Organisation verweist in ihrem Programm auf folgende Prinzipien, die zusammen die Grundlage für eine nunmehr seit über 10 Jahren bestehende erfolgreiche Dokumentations- und Forschungsarbeit darstellen:
- pérenniser (verewigen): Die Erinnerung an die Deportation unzähliger Menschen und an deren Leben aufrechtzuerhalten.
- défendre (verteidigen): Die Ehre und Interessen ehemaliger KZ-Häftlinge zu schützen.
- s’opposer (sich widersetzen): Gegen jede Verletzung der Freiheit, Würde und der Rechte von Menschen, die unter totalitären Systemen leiden, aufzutreten.
- contribuer (beitragen): Tätigkeit zur Instandhaltung sämtlichen Dokumentationsmaterials, um eine Wiederkehr des Nationalsozialismus zu verhindern.
- participer (teilnehmen): Einen Beitrag zur Erziehung nachfolgender Generationen zu leisten, um diese mit Respekt und Wissen über die schrecklichen historischen Geschehnisse auszustatten.
- approfondir (vertiefen): Die internationale Bekanntheit der Organisation, das Wissen über KZ-Inhaftierungen und Widerstand im Zweiten Weltkrieg durch die vorhandenen Informationen und Dokumente der Fondation zu vertiefen.
- continuer (weiterführen): Die wissenschaftliche Arbeit weiterzuführen, um mehr über die Pathologie des Nationalsozialismus zu erfahren.

Durch die Vermittlung von Wissen und Aufklärungsarbeit für breite Bevölkerungskreise versucht die Fondation zum einen die Erinnerung an Internierung und Deportation aufrechterhalten, zum anderen aber auch einen präventiven Beitrag zu leisten, um Deportation und Internierung nie wieder vorkommen zu lassen.

## Österreichischer Gedenkdienst
Die Fondation pour la Mémoire de la Déportation ist auch eine Einsatzstelle des Österreichischen Gedenkdienstes.

## Gedenkstätte
- Mémorial de la Shoah